# Margaret Beck
Margaret Beck (* 9. Januar 1952; † 21. Mai 2023, verheiratete Margaret Lockwood) war eine Badmintonspielerin aus England.

## Karriere
Margaret Beck gewann bei den Weltmeisterschaften 1977 zwei Bronzemedaillen. Bei Europameisterschaften wurde sie zweimal Titelträgerin in den Einzeldisziplinen und einmal mit dem Team. In den Jahren von 1971 bis 1974 gewann sie viermal in Folge das English Invitation Singles Tournament. Nach ernsthaften Knieproblemen musste sie 1977 ihre Karriere beenden. 

## Erfolge
| Saison    | Veranstaltung                               | Disziplin   | Platz | Name                                                                                              |
| --------- | ------------------------------------------- | ----------- | ----- | ------------------------------------------------------------------------------------------------- |
| 1968      | England: Einzelmeisterschaft der Junioren   | Damendoppel | 1     | Margaret Beck / Carol Wightman                                                                    |
| 1969      | Europameisterschaft der Junioren            | Mixed       | 3     | Ray Stevens / Margaret Beck                                                                       |
| 1969      | Europameisterschaft der Junioren            | Damendoppel | 2     | Margaret Beck / Carol Wightman                                                                    |
| 1969      | Europameisterschaft der Junioren            | Dameneinzel | 2     | Margaret Beck                                                                                     |
| 1969      | England: Einzelmeisterschaft der Junioren   | Dameneinzel | 1     | Margaret Beck                                                                                     |
| 1969      | England: Einzelmeisterschaft der Junioren   | Damendoppel | 1     | Margaret Beck / Carol Wightman                                                                    |
| 1970      | All England                                 | Dameneinzel | 3     | Margaret Beck                                                                                     |
| 1970      | England: Einzelmeisterschaft der Junioren   | Dameneinzel | 1     | Margaret Beck                                                                                     |
| 1970      | Europameisterschaft                         | Damendoppel | 3     | Gillian Perrin / Margaret Beck                                                                    |
| 1971      | Irland: Internationale Meisterschaften      | Damendoppel | 1     | Margaret Beck / Julie Rickard                                                                     |
| 1971      | Schweden: Internationale Meisterschaften    | Damendoppel | 1     | Margaret Beck / Gillian Gilks                                                                     |
| 1971      | All England                                 | Damendoppel | 3     | Margaret Beck / Julie Rickard                                                                     |
| 1971      | Irland: Internationale Meisterschaften      | Dameneinzel | 1     | Margaret Beck                                                                                     |
| 1971      | England: Einzelmeisterschaften              | Damendoppel | 1     | Margaret Beck / Julie Rickard                                                                     |
| 1971      | Schottland: Internationale Meisterschaften  | Damendoppel | 1     | Gillian Gilks / Margaret Beck                                                                     |
| 1972      | Europameisterschaft                         | Damendoppel | 2     | Margaret Beck / Julie Rickard                                                                     |
| 1972      | Europameisterschaft                         | Dameneinzel | 1     | Margaret Beck                                                                                     |
| 1972      | Europameisterschaft                         | Mannschaft  | 1     | England (Ray Stevens, Elliot Stuart, Derek Talbot, Margaret Beck, Gillian Gilks, Judy Hashman)    |
| 1972      | All England                                 | Damendoppel | 2     | Margaret Beck / Julie Rickard                                                                     |
| 1972      | Schweden: Internationale Meisterschaften    | Damendoppel | 1     | Margaret Beck / Gillian Gilks                                                                     |
| 1972      | England: Einzelmeisterschaften              | Dameneinzel | 1     | Margaret Beck                                                                                     |
| 1972      | Schottland: Internationale Meisterschaften  | Dameneinzel | 1     | Margaret Beck                                                                                     |
| 1973      | All England                                 | Damendoppel | 2     | Margaret Beck / Gillian Gilks                                                                     |
| 1973      | Schweden: Internationale Meisterschaften    | Damendoppel | 1     | Margaret Beck / Gillian Gilks                                                                     |
| 1973      | England: Einzelmeisterschaften              | Dameneinzel | 1     | Margaret Beck                                                                                     |
| 1973      | Kanada: Internationale Meisterschaften      | Damendoppel | 1     | Margaret Beck / Joke van Beusekom                                                                 |
| 1973      | All England                                 | Dameneinzel | 1     | Margaret Beck                                                                                     |
| 1973      | Portugal: Internationale Meisterschaften    | Dameneinzel | 1     | Margaret Beck                                                                                     |
| 1973/1974 | Deutschland: Internationale Meisterschaften | Dameneinzel | 1     | Margaret Beck                                                                                     |
| 1973/1974 | Deutschland: Internationale Meisterschaften | Damendoppel | 1     | Margaret Beck / Gillian Gilks                                                                     |
| 1974      | Europameisterschaft                         | Damendoppel | 1     | Margaret Beck / Gillian Gilks                                                                     |
| 1974      | Europameisterschaft                         | Dameneinzel | 3     | Margaret Beck                                                                                     |
| 1974      | Europameisterschaft                         | Mannschaft  | 1     | England (Gillian Gilks, Susan Whetnall, Derek Talbot, Margaret Beck, Ray Stevens, Elliott Stuart) |
| 1974      | Scottish Open                               | Dameneinzel | 1     | Margaret Beck                                                                                     |
| 1974      | All England                                 | Damendoppel | 1     | Margaret Beck / Gillian Gilks                                                                     |
| 1974      | England: Einzelmeisterschaften              | Dameneinzel | 1     | Margaret Beck                                                                                     |
| 1975      | England: Einzelmeisterschaften              | Dameneinzel | 1     | Margaret Beck                                                                                     |
| 1975      | Kanada: Internationale Meisterschaften      | Dameneinzel | 1     | Margaret Beck                                                                                     |
| 1975      | Kanada: Internationale Meisterschaften      | Damendoppel | 1     | Margaret Beck / Joke van Beusekom                                                                 |
| 1976      | Schweden: Internationale Meisterschaften    | Damendoppel | 1     | Margret Beck / Gillian Gilks                                                                      |
| 1976      | All England                                 | Dameneinzel | 2     | Margaret Beck                                                                                     |
| 1976      | Europameisterschaft                         | Dameneinzel | 3     | Margaret Lockwood                                                                                 |
| 1976      | Europameisterschaft                         | Damendoppel | 2     | Margaret Lockwood / Nora Gardner                                                                  |
| 1976      | Kanada: Internationale Meisterschaften      | Damendoppel | 1     | Margaret Lockwood / Nora Gardner                                                                  |
| 1976      | All England                                 | Damendoppel | 2     | Margaret Lockwood / Nora Gardner                                                                  |
| 1976/1977 | Deutschland: Internationale Meisterschaften | Dameneinzel | 1     | Margaret Lockwood                                                                                 |
| 1977      | All England                                 | Damendoppel | 2     | Margaret Lockwood / Nora Perry                                                                    |
| 1977      | England: Einzelmeisterschaften              | Dameneinzel | 1     | Margaret Lockwood                                                                                 |
| 1977      | Weltmeisterschaft                           | Damendoppel | 3     | Margaret Lockwood / Nora Perry                                                                    |
| 1977      | Weltmeisterschaft                           | Dameneinzel | 3     | Margaret Lockwood                                                                                 |